# Eurya perserrata
Eurya perserrata är en tvåhjärtbladig växtart som beskrevs av Clarence Emmeren Kobuski. Eurya perserrata ingår i släktet Eurya och familjen Pentaphylacaceae. Inga underarter finns listade i Catalogue of Life.